# Macrorhynchus spiralis
Macrorhynchus spiralis är en plattmaskart som beskrevs av Pereyaslawsewa 1892. Macrorhynchus spiralis ingår i släktet Macrorhynchus och familjen Polycystididae.
Artens utbredningsområde är Svarta Havet. Inga underarter finns listade i Catalogue of Life.